# Finders Keepers (téléfilm)
Pour les articles homonymes, voir Finders Keepers.
Pour plus de détails, voir Fiche technique et Distribution.
Finders Keepers est un téléfilm américain réalisé par Alexander Yellen et diffusé le 18 octobre 2014 sur Syfy.

## Synopsis
Une mère divorcée est plongée dans la tourmente quand sa fille s'entiche d'une poupée maléfique laissée là par les précédents habitants de leur nouvelle maison.

## Fiche technique
- Titre original : Finders Keepers
- Réalisation : Alexander Yellen
- Scénario : Peter Sullivan (en), d'après une histoire de Jeffrey Schenck et Peter Sullivan
- Producteur :
- Producteur exécutif : Barry Barnholtz, Zelma Kiwi et Jeffrey Schenck
- Superviseur de la production :
- Producteur associé :
- Coordinateur de production :
- Musique : Matthew Janszen
- Société de production : HFD Productions et Hybrid
- Société de distribution : Lionsgate Home Entertainment (en)
- Langue : anglais
- Dates de sortie :
  -  États-Unis : 18 octobre 2014

 Sauf indication contraire, les informations mentionnées dans cette section peuvent être confirmées par la base de données cinématographiques IMDb,  présente dans la section « Liens externes ».

## Distribution
- Jaime Pressly : Alyson Simon
- Kylie Rogers : Claire Simon
- Patrick Muldoon : Jonathan Simon
- Justina Machado : Prof. Elena Carranza
- Tobin Bell : Dr Freeman
- Steve Austin : Garbage Man
- Mark DeCarlo : Ken Stevens
- Joseph Gatt : L'officier Cobbs
- Mary Pat Gleason : Carol
- Trilby Glover (en) : Kathy
- Michael Healey (en) : Police Radio (voix)
- Kristen Kerr : une infirmière
- Ariel Llinas : un plombier
- Joey Luthman (en) : Zachary
- Mercy Malick : L'officier Adrien
- Rio Mangini : Dylan
- Lauren K. Montgomery : Ofelia
- Lauryn Morse : Teen sister